# Кашина Бонисима (Пјаченца)
Кашина Бонисима је насеље у Италији у округу Пјаченца, региону Емилија-Ромања.
Према процени из 2011. у насељу је живело 10 становника. Насеље се налази на надморској висини од 41 м.